# Kösen
Kösen är en sjö i Ljungby kommun i Småland och ingår i Lagans huvudavrinningsområde. Sjön är 22 meter djup, har en yta på 10,8 kvadratkilometer och befinner sig 131 meter över havet. Vid provfiske har bland annat abborre, braxen, gers och gös fångats i sjön. Sjön ligger utmed Bolmån som rinner in från väster om Bolmen och rinner ut söderut mot Exen och Lagan.
På 1880-talet öppnades daglig ångbåtstrafik med ångbåten Ebba från Skeen förbi Annerstads kyrkby utefter Bolmån och över sjön Kösen till Angelstads järnvägsstation. Sedan Halmstad–Bolmens Järnväg öppnades 1889 kom dock huvuddelen av virkestransporterna den vägen och Ebba flyttades till Bolmen.

## Delavrinningsområde
Kösen ingår i delavrinningsområde (629499-137554) som SMHI kallar för Utloppet av Kösen. Medelhöjden är 144 meter över havet och ytan är 64 kvadratkilometer. Räknas de 94 avrinningsområdena uppströms in blir den ackumulerade arean 1 981,05 kvadratkilometer. Bolmån (Ulvhultsån) som avvattnar avrinningsområdet har biflödesordning 2, vilket innebär att vattnet flödar genom totalt 2 vattendrag innan det når havet efter 96 kilometer. Avrinningsområdet består mestadels av skog (57 procent) och jordbruk (10 procent). Avrinningsområdet har 10,77 kvadratkilometer vattenytor vilket ger det en sjöprocent på 16,8 procent. Bebyggelsen i området täcker en yta av 0,62 kvadratkilometer eller 1 procent av avrinningsområdet.

## Fisk
Vid provfiske har följande fisk fångats i sjön:
- Abborre
- Braxen
- Gärs
- Gös
- Mört
- Sik
- Siklöja